# Ligue des nations masculine de volley-ball 2021
Navigation
2019 2022
La 3e édition de la Ligue des nations masculine de volley-ball se déroule du 28 mai au 23 juin 2021, pour la phase préliminaire et du 26 juin au 27 juin 2021 pour la phase finale.
La compétition se joue intégralement à Rimini en Italie et sans spectateurs, en raison de la pandémie de Covid-19.

## Format de la compétition

### Tour préliminaire
Les 16 équipes — à savoir les 12 équipes « récurrentes » (Allemagne, Argentine, Brésil, États-Unis, France, Iran, Italie, Japon, Pays-Bas,, Pologne, Russie et Serbie), ainsi que les 4 équipes « challengers » (Australie, Bulgarie, Canada et Slovénie) — participent à une phase de groupes. Toutes les équipes s'affrontent entre elles pendant cinq semaines pour 120 matchs.
Les quatre meilleures équipes après le tour préliminaire participent au tour final.
La relégation ne prend en compte que les équipes « challengers ». La dernière équipe de challenger classée sera reléguée. Les vainqueurs de la Coupe Challenger se qualifieront pour la prochaine édition en tant qu'équipe challenger.

### Phase finale
Les quatre équipes qualifiées jouent dans des matchs à élimination directe sous forme de demi-finales. Les vainqueurs se qualifient pour la grande finale de la Ligue des Nations, les vaincus disputent la petite finale.

## Classement

### Critères de départage
Le classement général se fait de la façon suivante :
1. plus grand nombre de victoires ;
2. plus grand nombre de points marqués ;
3. plus grand ratio de sets pour/contre ;
4. plus grand ratio de points pour/contre ;
5. Résultat de la confrontation directe ;
6. si, après l’application des critères 1 à 5, plusieurs équipes sont toujours à égalité, les critères 1 à 5 sont à nouveau appliqués exclusivement aux matches entre les équipes concernées afin de déterminer leur classement final.

### Légende du classement
Rappel – Une équipe marque :
- 3 points pour une victoire sans tie-break (colonne G) ;
- 2 points pour une victoire au tie-break (Gt) ;
- 1 point pour une défaite au tie-break (Pt) ;
- 0 point pour une défaite sans tie-break (P) ;

### Tour préliminaire
Source : FIVB
| #  | Équipe     | Pts | J  | G  | Gt | Pt | P  | Sp | Sc | Ratio | Pp   | Pc   | Ratio |
| 1  | Brésil     | 38  | 15 | 12 | 1  | 0  | 2  | 39 | 12 | 3.25  | 1260 | 1102 | 1.143 |
| 2  | Pologne    | 37  | 15 | 12 | 0  | 1  | 2  | 39 | 11 | 3.545 | 1200 | 985  | 1.218 |
| 3  | Slovénie   | 34  | 15 | 9  | 3  | 1  | 2  | 40 | 18 | 2.222 | 1342 | 1222 | 1.098 |
| 4  | France     | 34  | 15 | 8  | 3  | 4  | 0  | 41 | 22 | 1.864 | 1472 | 1382 | 1.065 |
| 5  | Russie     | 34  | 15 | 10 | 1  | 2  | 2  | 39 | 21 | 1.857 | 1380 | 1293 | 1.067 |
| 6  | Serbie     | 28  | 15 | 7  | 3  | 1  | 4  | 35 | 27 | 1.296 | 1419 | 1341 | 1.058 |
| 7  | États-Unis | 24  | 15 | 7  | 1  | 1  | 6  | 29 | 24 | 1.208 | 1239 | 1159 | 1.069 |
| 8  | Canada     | 21  | 15 | 6  | 1  | 1  | 7  | 27 | 26 | 1.038 | 1198 | 1170 | 1.024 |
| 9  | Argentine  | 20  | 15 | 6  | 1  | 0  | 8  | 23 | 29 | 0.793 | 1188 | 1222 | 0.972 |
| 10 | Italie     | 19  | 15 | 3  | 4  | 2  | 6  | 28 | 33 | 0.848 | 1335 | 1345 | 0.993 |
| 11 | Japon      | 19  | 15 | 4  | 3  | 1  | 7  | 25 | 31 | 0.806 | 1226 | 1266 | 0.968 |
| 12 | Iran       | 18  | 15 | 5  | 0  | 3  | 7  | 25 | 32 | 0.781 | 1286 | 1349 | 0.953 |
| 13 | Allemagne  | 14  | 15 | 2  | 2  | 4  | 7  | 22 | 38 | 0.579 | 1255 | 1360 | 0.923 |
| 14 | Pays-Bas   | 11  | 15 | 1  | 2  | 4  | 8  | 19 | 40 | 0.475 | 1214 | 1354 | 0.897 |
| 15 | Bulgarie   | 7   | 15 | 1  | 1  | 2  | 11 | 11 | 41 | 0.268 | 1037 | 1238 | 0.838 |
| 16 | Australie  | 2   | 15 | 0  | 1  | 0  | 14 | 7  | 44 | 0.159 | 980  | 1243 | 0.788 |

## Tour préliminaire
Source : FIVB

## Phase finale
- Lieu:  Rimini Fiera, Rimini, Italie
- Fuseau horaire: UTC+02:00

### Final Four
|  | Demi-finales | Demi-finales |                        |   | Finale  | Finale  |
|  | Demi-finales | Demi-finales |                        |   | Finale  | Finale  |
|  |              |              |                        |   |         |         |
|  | 26 juin      | 26 juin      |                        |   | 27 juin | 27 juin |
|  | 26 juin      | 26 juin      |                        |   | 27 juin | 27 juin |
|  | Brésil       | 3            |                        |   | 27 juin | 27 juin |
|  | Brésil       | 3            |                        |   | 27 juin | 27 juin |
|  | France       | 0            |                        |   | 27 juin | 27 juin |
|  | France       | 0            | Brésil                 | 3 |         |         |
|  | 26 juin      |              | Brésil                 | 3 |         |         |
|  |              | Pologne      | 1                      |   |         |         |
|  | Pologne      | Pologne      | 1                      | 3 |         |         |
|  | Pologne      |              |                        | 3 |         |         |
|  | Slovénie     | 0            |                        |   |         |         |
|  | Slovénie     | 0            | Match pour la 3e place |   |         |         |
|  |              |              |                        |   |         |         |
|  | 27 juin      |              |                        |   |         |         |
|  |              |              |                        |   |         |         |
|  | France       | 3            |                        |   |         |         |
|  | France       | 3            |                        |   |         |         |
|  | Slovénie     | 0            |                        |   |         |         |
|  | Slovénie     | 0            |                        |   |         |         |

## Classement final
| Place              | Équipe     |
| ------------------ | ---------- |
| Médaille d'or      | Brésil     |
| Médaille d'argent  | Pologne    |
| Médaille de bronze | France     |
| 4                  | Slovénie   |
| 5                  | Russie     |
| 6                  | Serbie     |
| 7                  | États-Unis |
| 8                  | Canada     |
| 9                  | Argentine  |
| 10                 | Italie     |
| 11                 | Japon      |
| 12                 | Iran       |
| 13                 | Allemagne  |
| 14                 | Pays-Bas   |
| 15                 | Bulgarie   |
| 16                 | Australie  |